# Zweigelt

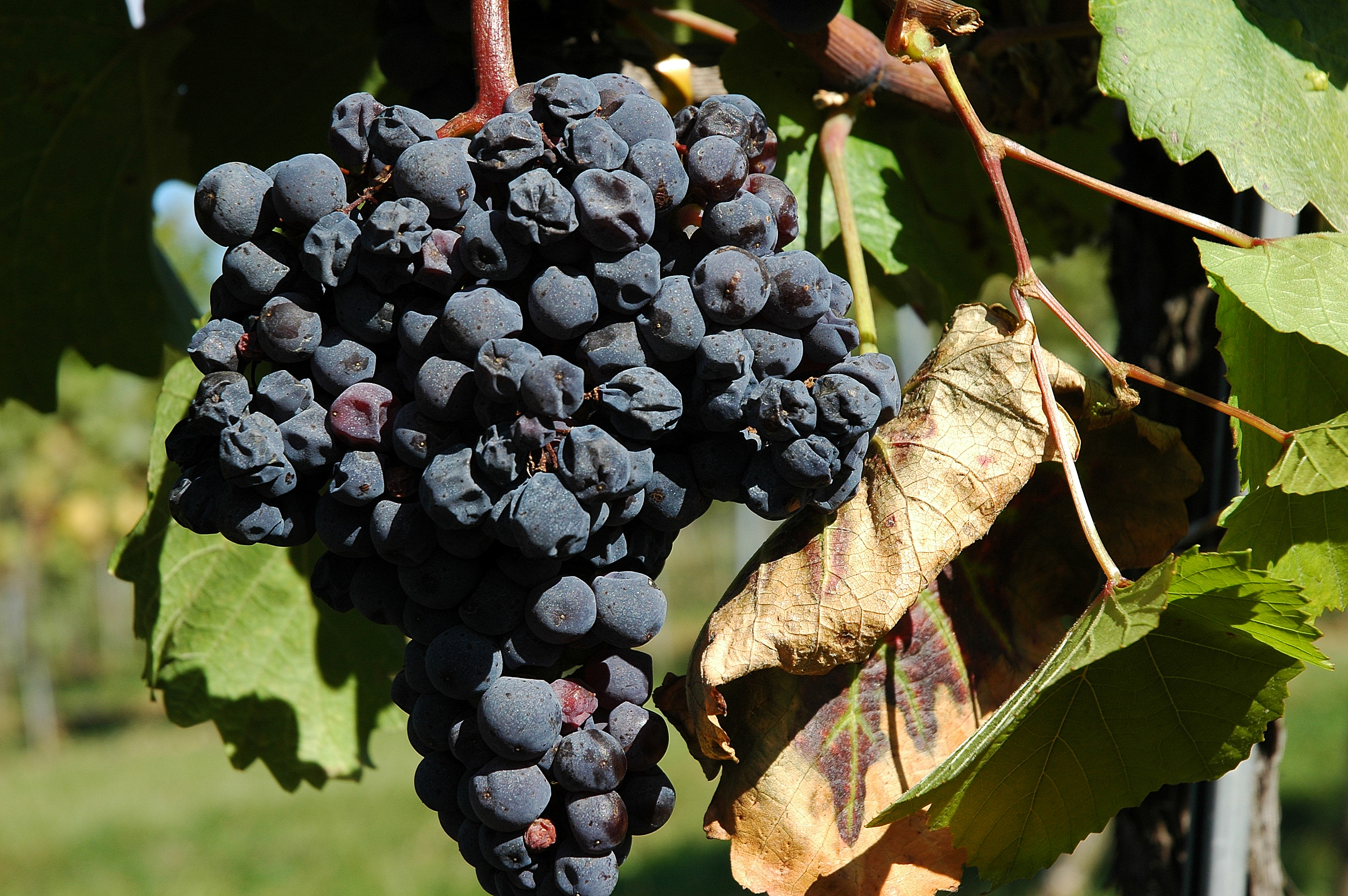
Zweigelt fürt

A Zweigelt, más néven Kék Zweigelt egy kék szőlőfajta, amelyet az osztrák Dr. Fritz Zweigelt a Kékfrankos és a Szent Lőrinc fajták keresztezésével nemesített ki 1922-ben az ausztriai Klosterneuburgban.
A barique hordós érlelést kedveli, ez némi 'háziasságot' ad a bornak, szemben a nagyüzemi termeléssel. A nagyon enyhe, mustáros mellékíz érezhető a borban, palackozás után is,évek múlva.

## Termőterületei
Nagy ültetvények találhatóak Ausztriában és Kanadában. Emellett elterjedt Csehországban, Szlovákiában és újabban Belgiumban, Lengyelországban is.
Magyarországon a 60-as évektől kezdett ismertté válni.
Hazánkban elsősorban a Soproni, Mátrai, Csongrádi, Egri valamint a Szekszárdi borvidéken üdvözölhetjük. Jelenlegi termőterülete mintegy 2440 ha. Változatos talajösszetétel mellett termeszthető, nincsenek különleges igényei.

## Jellemzői
Középérésű, többnyire szeptember második felében szüretelik. Hibája, hogy bogyói olykor egyenlőtlenül színeződnek és érnek, s a fürtben parthenocarp zöld bogyók is előfordulnak. Erős növekedési erélyű. Nagy termésekre képes, bőtermő fajta, de a túl nagy termésből származó bor minősége szerény.
A fekvés iránt különösebben nem igényes. Tápanyagigényes, elsősorban a mély rétegű, tápdús talajokat kedveli. Viszonylagos fagytűrése a Kékfrankostól elmarad és rothadásra is hajlamosabb. Szárazságtűrése közepes.
A túlterhelésre kifejezetten érzékeny fajta. Aránylag kevés hajtást nevel, szellős, laza lombú, zöldmunka igénye mérsékelt.
Levele nagy, kerekded, sötétzöld, vastag szövetű, sima felületű, alig tagolt, záródó vagy zárt vállöblű. Levéllemeze hullámos. Levélszéle csipkés. Fonáka főleg az ereken serteszőrös, erei zöldek vagy enyhén piros árnyalatúak. Levélnyele halványpiros.
Fürtje nagy, kúp alakú, tömött, két, esetenként több elágazással.
Tőkéje erős növekedésű, ritka vesszőzetű.

## Bora
Bora színanyagban gazdag, kissé lila árnyalatú, jellegzetes zamatú, a Kékfrankosnál általában lágyabb karakterű, harmonikus.